# Igor Ojstrach
Igor Dawidowicz Ojstrach (ros. И́горь Дави́дович О́йстрах, ur. 27 kwietnia 1931 w Odessie, zm. 14 sierpnia 2021 w Moskwie) – ukraińsko-rosyjski skrzypek, dyrygent i pedagog.

## Życiorys
Uczył się gry na skrzypcach u swojego ojca Dawida Ojstracha. Był absolwentem Moskiewskiego Konserwatorium. W 1952 roku został laureatem 1. nagrody na Międzynarodowym Konkursie Skrzypcowym im. Henryka Wieniawskiego w Poznaniu.
Koncertował na świecie w prestiżowych salach koncertowych. Dokonał nagrań w firmach fonograficznych jak: Deutsche Grammophon, EMI, Decca, RCA, Melodia.
Prowadził klasę skrzypiec w Konserwatorium Moskiewskim oraz Królewskim Konserwatorium w Brukseli (Conservatoire royal de Bruxelles).
Otrzymał tytuł Zasłużonego Artysty RFSRR (1968), Ludowego Artysty RFSRR (1978) i Ludowego Artysty ZSRR (1989).
Był dwukrotnie jurorem Międzynarodowego Konkursu Skrzypcowego im. Henryka Wieniawskiego w Poznaniu (1972, 1977).
Został pochowany na Cmentarzu Nowodziewiczym w Moskwie.